# Thaumalea zelmae
Thaumalea zelmae är en tvåvingeart som beskrevs av Arnaud och Boussy 1994. Thaumalea zelmae ingår i släktet Thaumalea och familjen mätarmyggor.
Artens utbredningsområde är Washington. Inga underarter finns listade i Catalogue of Life.